# NGC 4110
NGC 4110 est une galaxie spirale barrée située dans la constellation de la Chevelure de Bérénice. NGC 4110 a été découverte par l'astronome irlandais William Hautenville Rambaut en 1848.

## Caractéristiques
La classe de luminosité de NGC 4110 est II et elle présente une large raie HI. De plus elle est dotée d'un noyau en retrait (RET, retired nucleus). Selon la base de données Simbad, NGC 4110 est une galaxie LINER, c'est-à-dire une galaxie dont le noyau présente un spectre d'émission caractérisé par de larges raies d'atomes faiblement ionisés.

### Distance
Sa vitesse par rapport au fond diffus cosmologique est de 7 513 ± 23 km/s, ce qui correspond à une distance de Hubble de 110,8 ± 7,8 Mpc (∼361 millions d'al).
À ce jour, six mesures non basées sur le décalage vers le rouge (redshift) donnent une distance de 112,333 ± 7,659 Mpc (∼366 millions d'al), ce qui est à l'intérieur des valeurs de la distance de Hubble.